# Balões de Pensamento
Balões de Pensamento é uma série de livros sobre história em quadrinhos de autoria do jornalista Érico Assis e publicados pela Balão Editorial.
A primeira edição, intitulada Balões de Pensamento: Textos sobre Quadrinhos, foi lançada em 2020 e compilou mais de 50 textos publicados por Assis originalmente no blog da editora Companhia das Letras, incluindo resenhas de HQs, perfis de quadrinistas como Laerte Coutinho, David Mazzucchelli e Marjane Satrapi, além de relatos de experiências profissionais de Assis, que atua profissionalmente como tradutor de quadrinhos.
A segunda edição foi intitulada Balões de Pensamento 2: Ideias que Vêm dos Quadrinhos e lançada em 2022. Novamente reunindo uma seleção de textos publicados originalmente na internet, este volume também trouxe material inédito e ilustrações de Alexandre S. Lourenço, além do perfil de artistas como Pedro Franz, Paul Pope e Don Rosa, comentários sobre quadrinhos e vida profissional e depoimentos de diversos quadrinistas, entre os quais Odyr Bernardi, Cris Peter, Danilo Beyruth, Pedro Cobiaco e outros.
Ambas edições foram viabilizadas por financiamento coletivo através da plataforma Catarse.
Em 2023, o segundo volume do livro ganhou o 35º Troféu HQ Mix na categoria de melhor livro teórico.